# Усогорск
Усого́рск — посёлок городского типа в Удорском районе Республики Коми. Административный центр городского поселения Усогорск.
Население составляет 4932 чел. (2024) — крупнейший населённый пункт района.

## География
Расположен на западе республики, в месте впадения реки Ус в Мезень.
На противоположном от посёлка берегу Мезени выше по течению (в 11 км к востоку) расположено село Кослан.
В посёлке находится ж.-д. станция Кослан, конечная на ветке от станции Селэгвож (расположена на ветке Микунь — Благоево). У восточной окраины посёлка по мосту через Мезень проходит автодорога Айкино — Кослан. Имеются автодороги от посёлка на юг к Междуреченску, на восток к Благоево (на Карпогоры). В 10 км от посёлка (вблизи Кослана) находится аэропорт.

## История
В декабре 1967 года было подписано соглашение между правительствами СССР и Народной Республики Болгарии о сотрудничестве в заготовке леса на территории СССР для нужд народного хозяйства НРБ. Через два месяца в Удорском районе высадился отряд болгарских строителей, которые начали создавать в суровых северных условиях первое из трёх запланированных лесозаготовительных предприятий и жилой поселок. Через 8 лет в тайге появились три больших поселка — Усогорск, Благоево и Междуреченск. Дополнительно в 1982 году был построен посёлок Верхнемезенск.
Статус посёлка городского типа Усогорск получил в 1971 году. По мере развития лесозаготовок население Усогорска достигло 12 тысяч человек, в значительной мере болгарские рабочие, инженеры и строители. Болгары работали нередко по ограниченным контрактам и регулярно сменялись. После 1994 года, когда договор с Болгарией был расторгнут, болгары вынуждены были вернуться на родину. Небольшое количество болгар однако осталось в Усогорске, в частности те, кто обзавелись семьями.

## Население
| 1979  | 1989    | 2002  | 2009  | 2010  | 2012  | 2013  |
| ----- | ------- | ----- | ----- | ----- | ----- | ----- |
| 9231  | ↗11 259 | ↘5583 | ↘5202 | ↗5343 | ↘5263 | ↘5257 |
| 2014  | 2015    | 2016  | 2017  | 2018  | 2019  | 2020  |
| ↘5189 | ↘5166   | ↗5198 | ↘5181 | ↗5204 | ↘5191 | ↘5169 |
| 2021  | 2024    |       |       |       |       |       |
| ↘4936 | ↘4932   |       |       |       |       |       |

Национальный состав (2010): русские — 51,4%, коми — 34,8%, украинцы — 3,6%, болгары — 1,3%.

## Карты
- [mapp38.narod.ru/map2/index05.html Топографическая карта P-38-V,VI. Благоево]
- Усогорск. Публичная кадастровая карта